# Freisinger Straße 28 (Oberschleißheim)

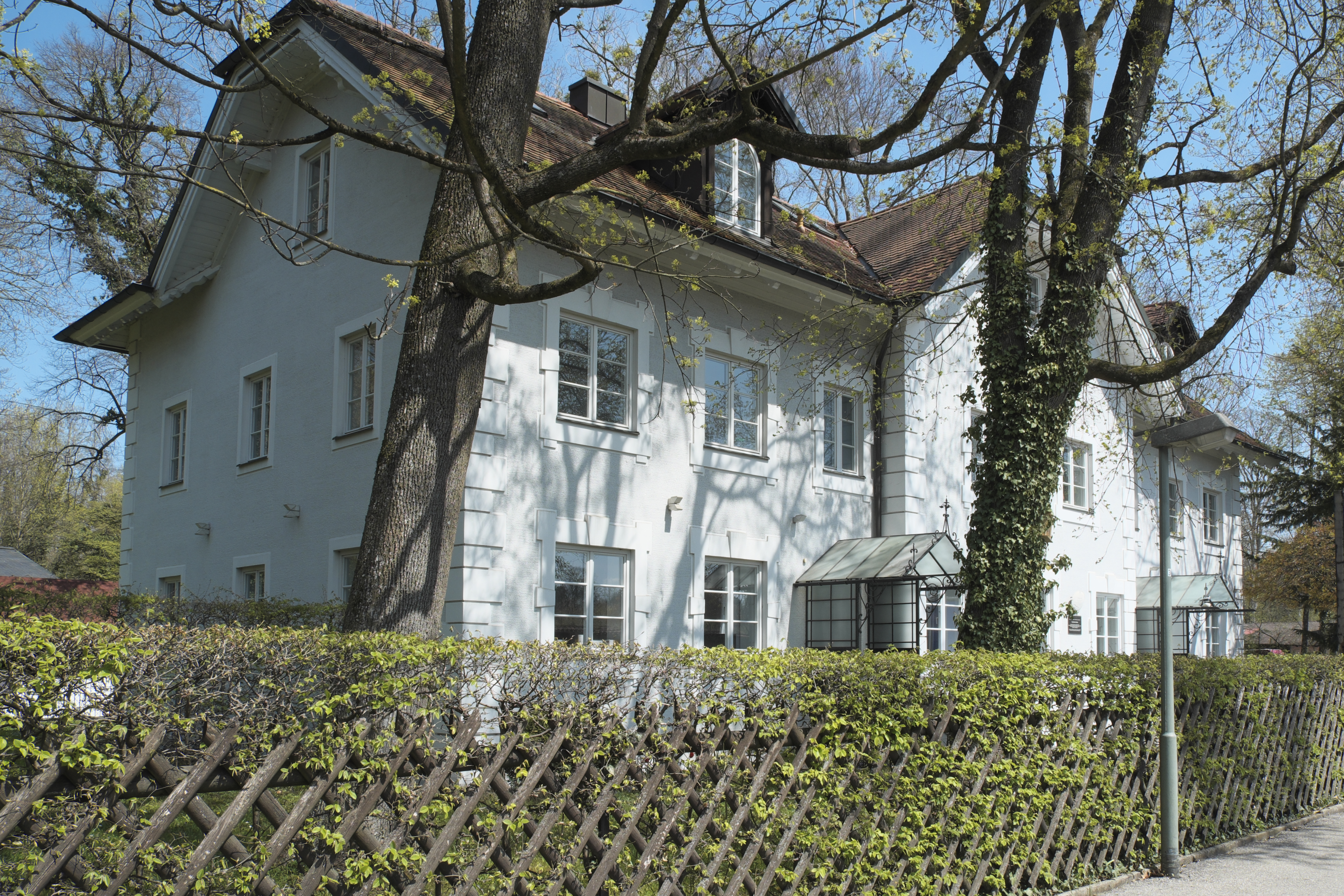
Haus Freisinger Straße 28 in Oberschleißheim

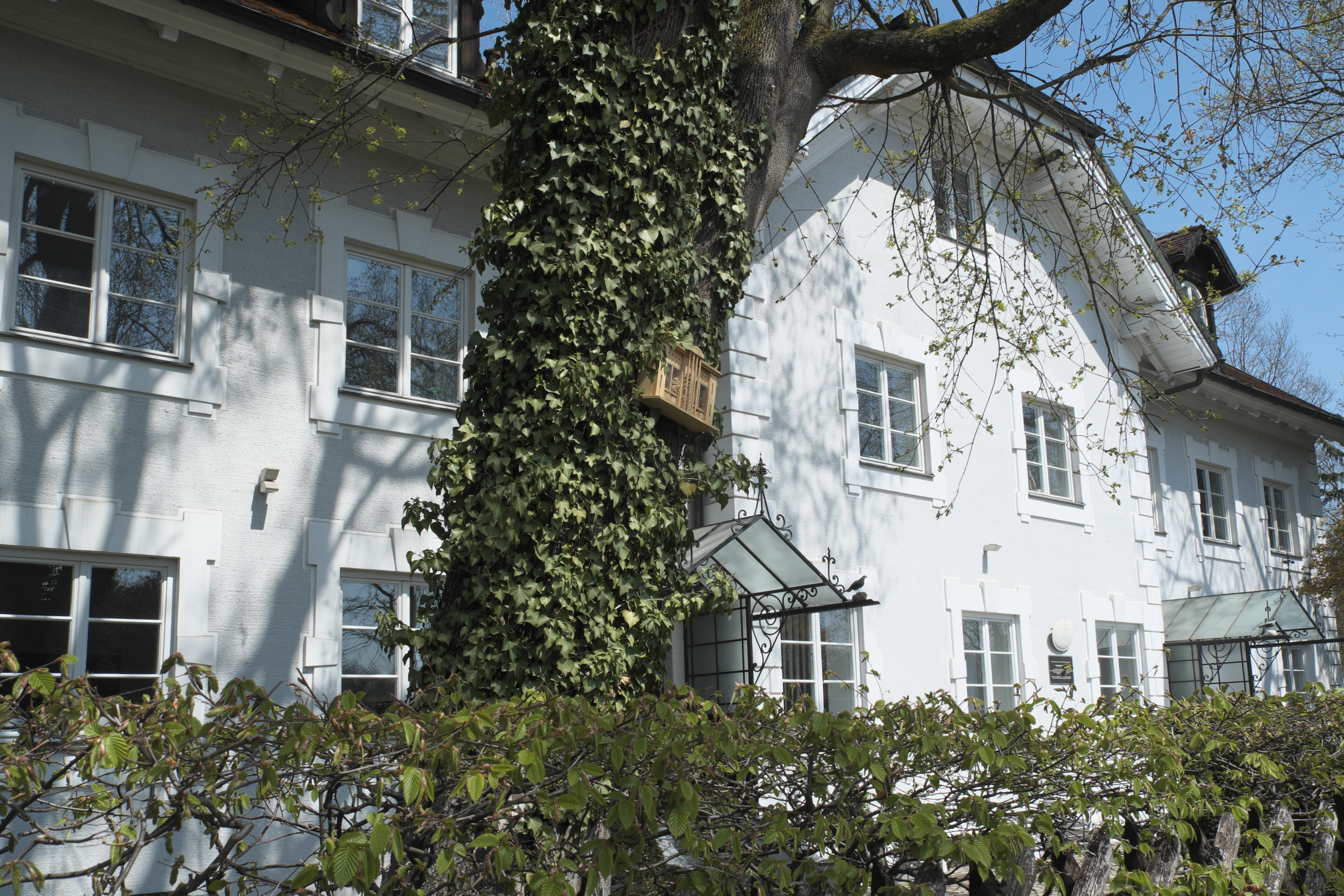
Zwei Eingänge mit Glasvorbau

Das Gebäude Freisinger Straße 28 in Oberschleißheim, einer Gemeinde im oberbayerischen Landkreis München, wurde 1877 errichtet. Das ehemalige Atelierhaus im Landhausstil ist ein geschütztes Baudenkmal.
Das zweigeschossige Wohnhaus des russischen Glasmalers Wladimir Dmitrijewitsch Swertschkow (1821–1888) ist ein traufseitiger Putzbau mit Mittelrisalit, Krüppelwalmdach und Eckrustizierung.
Später war das Gebäude das Wohnhaus der Schriftsteller Waldemar Bonsels und Bernd Isemann. Nach der umfassenden Renovierung in den 2000er Jahren wurden Büros im Gebäude eingerichtet.    